# فرودگاه هینکلی
فرودگاه هینکلی (به انگلیسی: Hinckley Airport) یک فرودگاه همگانی بهره‌برداری هوایی است که یک باند فرود چمن دارد و طول باند آن ۸۰۵ متر است. این فرودگاه در کشور ایالات متحده آمریکا قرار دارد و در ارتفاع ۲۳۲ متری از سطح دریا واقع شده‌است.